# Пневматический тренажёр
Пневматический тренажер — тренажёрное устройство для тренировки мышц, на котором в качестве силового нагрузочного блока используется пневматический привод. Нагрузка обеспечивается путём нагнетания давления в пневмоцилиндры. Для сглаживания перепадов давления используются накопительные и рабочие ресиверы. Изменение давления в пневмосистеме осуществляется посредством клапанов сброса и накачки, которые могут быть как механическими так и с электрическим управлением. Использование пневматического привода позволяет выполнять движения с высокой скоростью в высоком темпе, чего нельзя добиться с использованием свободного отягощения. Возможность управления работой пневматического привода во время движения позволяет автоматически задавать любой профиль нагрузки. В настоящее время пневматические тренажеры завоевывают все большую популярность в таких областях как: массовая физическая культура, большой спорт, восстановительная и космическая медицина.